# Onthophagus kiuchianus
Onthophagus kiuchianus es una especie de insecto del género Onthophagus de la familia Scarabaeidae del orden Coleoptera.

## Historia
Fue descrita científicamente por primera vez en el año 2004 por Masumoto, Yang & Ochi.